# Monts-en-Ternois
Monts-en-Ternois település Franciaországban, Pas-de-Calais megyében. Lakosainak száma 64 fő (2022. január 1.). Monts-en-Ternois Ternas, Gouy-en-Ternois, Houvin-Houvigneul, Magnicourt-sur-Canche, Moncheaux-lès-Frévent és Neuville-au-Cornet községekkel határos.

## Népesség
A település népességének változása:
| Lakosok száma | 58   | 62   | 65   | 63   | 62   | 61   | 63   | 62   | 64   |
|               | 2013 | 2015 | 2016 | 2017 | 2018 | 2019 | 2020 | 2021 | 2022 |